# Mesosa nebulosa
Mesosa nebulosa je vrsta hrošča iz družine kozličkov, razširjena po večjem delu Evrope vzhodno do Kavkaza in po Sredozemlju.
Je srednje velik hrošč, ki v dolžino običajno doseže 9 do 15 mm. Črn zunanji skelet je skoraj v celoti prekrit z dlačicami različnih odtenkov rjave in sive v obliki lis, ki predstavljajo učinkovito kamuflažo kadar hrošč stoji na drevesnem deblu. Črna obarvanost se kaže le na plitvih udrtinah skeleta, ki so razmeroma gosto posejane po telesu. Glava je obrnjena pravokotno na telesno os z obustnim aparatom, obrnjenim navpično navzdol, kot je značilno za poddružino Lamiinae. Na njej so tudi visoko nastavljene sestavljene oči, ki jih narastišče tipalnic skoraj deli na dva dela. Tipalnice so občutno daljše od telesa pri samcih, pri samicah pa le rahlo daljše. Prvi člen oprsja (pronotum) je širši kot je dolg; dlačice zakrivajo strukturiranost površja, zato deluje valjast. Pokrovke so precej širše, zato tvorijo očiten rob (»ramena«).
Pojavlja se v raznolikih habitatih od ravninskega in gričevnega sveta do gozdov v sredogorju. Prehranjuje se z različnimi vrstami listavcev, od katerih preferira hrast, najdemo pa ga tudi na gabrih, jelšah, brezah, bukvah ipd. ter le redko na iglavcih, konkretno smrekah. Samice odlagajo jajčeca pod lubje, kjer se sprva razvijajo ličinke, ko so starejše, pa se preselijo v trohneče veje. Odrastejo v dveh do treh letih.